# Campeonato Sudamericano 1945
El Campeonato Sudamericano de Selecciones Extraordinario 1945 fue la 18.ª edición del Campeonato Sudamericano de Selecciones, competición que posteriormente sería denominada como Copa América y que es el principal torneo internacional de fútbol por selecciones nacionales en América del Sur. Se desarrolló en Chile, entre el 14 de enero y el 28 de febrero de 1945.
A este certamen se le dio carácter de extraordinario (no hubo trofeo en juego). No concurrieron a la cita por desavenencias con la federación chilena, Paraguay y Perú, mientras que sí estuvieron presentes Argentina, Bolivia, Brasil, Chile, Ecuador, Uruguay y una nueva selección: Colombia (representada por el Junior de Barranquilla).
En el partido más disputado, Argentina le ganó 1 a 0 a Uruguay por medio de Rinaldo Martino y se consagró campeón.
El brasileño Domingos da Guia fue nombrado el mejor jugador de este torneo y Norberto Méndez, de Argentina, y Heleno de Freitas, de Brasil, fueron los goleadores con seis tantos cada uno.
En esta edición estuvo en juego la Copa Mariscal Sucre destinada al representativo bolivariano (Colombia, Ecuador y Bolivia) y el que lograra mejor puntaje en los enfrentamientos directos sería el campeón. La misma quedó en poder de Colombia tras vencer a Ecuador y empatar con Bolivia.

## Organización

### Sede
| Santiago          |
| ----------------- |
| Estadio Nacional  |
| Capacidad: 48 665 |
|                   |

### Árbitros
La lista de árbitros es la siguiente:
| - José Bartolomé Macías - Mário Vianna - Humberto Reginatto - Juan Las Heras - Nobel Valentini |

## Equipos participantes
Participaron siete de las nueve asociaciones afiliadas a la Confederación Sudamericana de Fútbol en esa época.
| Equipos participantes | Equipos participantes | Equipos participantes | Equipos participantes |
| --------------------- | --------------------- | --------------------- | --------------------- |
| Argentina             | Brasil                | Colombia              | Uruguay               |
| Bolivia               | Chile                 | Ecuador               |                       |

- En cursiva las selecciones que participan por primera vez.

## Resultados

### Posiciones
| Selección | Pts. | PJ | PG | PE | PP | GF | GC | Dif. |
| --------- | ---- | -- | -- | -- | -- | -- | -- | ---- |
| Argentina | 11   | 6  | 5  | 1  | 0  | 22 | 5  | +17  |
| Brasil    | 10   | 6  | 5  | 0  | 1  | 19 | 5  | +14  |
| Chile     | 9    | 6  | 4  | 1  | 1  | 15 | 5  | +10  |
| Uruguay   | 6    | 6  | 3  | 0  | 3  | 14 | 6  | +8   |
| Colombia  | 3    | 6  | 1  | 1  | 4  | 7  | 25 | -18  |
| Bolivia   | 2    | 6  | 0  | 2  | 4  | 3  | 16 | -13  |
| Ecuador   | 1    | 6  | 0  | 1  | 5  | 9  | 27 | -18  |

### Partidos
| 14 de enero de 1945 | Chile                                                             | 6:3 (3:2) | Ecuador                                         | Estadio Nacional, Santiago                                                    |                                                                               |
|                     | Alcántara 28', 59', 81' · Vera 29' · Hormazábal 45' · Clavero 70' |           | 30' Raymondi Chávez · 44' Jiménez · 51' Mendoza | Asistencia: 65 000 espectadores Árbitro(s): José Bartolomé Macías (Argentina) | Asistencia: 65 000 espectadores Árbitro(s): José Bartolomé Macías (Argentina) |

| 18 de enero de 1945 | Argentina                                                | 4:0 (2:0) | Bolivia | Estadio Nacional, Santiago                                             |                                                                        |
|                     | Pontoni 10' · Martino 43' · Loustau 70' · De la Mata 75' |           |         | Asistencia: 35 000 espectadores Árbitro(s): Humberto Reginatto (Chile) | Asistencia: 35 000 espectadores Árbitro(s): Humberto Reginatto (Chile) |

| 18 de enero de 1945 | Brasil                                     | 3:0 (3:0) | Colombia | Estadio Nacional, Santiago                                            |                                                                       |
|                     | Jorginho 13' · Heleno 15' · de Almeida 38' |           |          | Asistencia: 60 000 espectadores Árbitro(s): Nobel Valentini (Uruguay) | Asistencia: 60 000 espectadores Árbitro(s): Nobel Valentini (Uruguay) |

| 24 de enero de 1945 | Chile                                      | 5:0 (3:0) | Bolivia | Estadio Nacional, Santiago                                            |                                                                       |
|                     | Clavero 13', 27', 39' · Alcántara 75', 79' |           |         | Asistencia: 70 000 espectadores Árbitro(s): Nobel Valentini (Uruguay) | Asistencia: 70 000 espectadores Árbitro(s): Nobel Valentini (Uruguay) |

| 24 de enero de 1945 | Uruguay                                              | 5:1 (2:1) | Ecuador    | Estadio Nacional, Santiago                                        |                                                                   |
|                     | A. García 1', 60' 83' · R. Porta 28' · O. Varela 69' |           | 39' Aguayo | Asistencia: 70 000 espectadores Árbitro(s): Mário Vianna (Brasil) | Asistencia: 70 000 espectadores Árbitro(s): Mário Vianna (Brasil) |

| 28 de enero de 1945 | Uruguay                                                                           | 7:0 (3:0) | Colombia | Estadio Nacional, Santiago                                        |                                                                   |
|                     | A. García 22', 89' · Riephoff 25' · J. García 37', 83' · Ortiz 75' · R. Porta 86' |           |          | Asistencia: 28 000 espectadores Árbitro(s): Mário Vianna (Brasil) | Asistencia: 28 000 espectadores Árbitro(s): Mário Vianna (Brasil) |

| 28 de enero de 1945 | Brasil                      | 2:0 (0:0) | Bolivia | Estadio Nacional, Santiago                                                    |                                                                               |
|                     | Ademir 48' · Tesourinha 80' |           |         | Asistencia: 28 000 espectadores Árbitro(s): José Bartolomé Macías (Argentina) | Asistencia: 28 000 espectadores Árbitro(s): José Bartolomé Macías (Argentina) |

| 31 de enero de 1945 | Chile                   | 2:0 (1:0) | Colombia | Estadio Nacional, Santiago                                                    |                                                                               |
|                     | Medina 48' · Piñero 80' |           |          | Asistencia: 60 000 espectadores Árbitro(s): José Bartolomé Macías (Argentina) | Asistencia: 60 000 espectadores Árbitro(s): José Bartolomé Macías (Argentina) |

| 31 de enero de 1945 | Argentina                                                  | 4:2 (1:0) | Ecuador                     | Estadio Nacional, Santiago                                            |                                                                       |
|                     | Pontoni 11' · De la Mata 50' · Martino 69' · Pelegrina 83' |           | 53' Aguayo · 62' J. Mendoza | Asistencia: 60 000 espectadores Árbitro(s): Nobel Valentini (Uruguay) | Asistencia: 60 000 espectadores Árbitro(s): Nobel Valentini (Uruguay) |

| 7 de febrero de 1945 | Argentina                                                                                  | 9:1 (7:0) | Colombia    | Estadio Nacional, Santiago                                            |                                                                       |
|                      | Pontoni 3', 7' · Méndez 15', 39' · Martino 27' · Boyé 41' · Loustau 41' · Ferraro 80', 81' |           | 52' Mendoza | Asistencia: 60 000 espectadores Árbitro(s): Nobel Valentini (Uruguay) | Asistencia: 60 000 espectadores Árbitro(s): Nobel Valentini (Uruguay) |

| 7 de febrero de 1945 | Brasil                   | 3:0 (3:0) | Uruguay | Estadio Nacional, Santiago                                                    |                                                                               |
|                      | Heleno 8', 32' · Rui 20' |           |         | Asistencia: 60 000 espectadores Árbitro(s): José Bartolomé Macías (Argentina) | Asistencia: 60 000 espectadores Árbitro(s): José Bartolomé Macías (Argentina) |

| 11 de febrero de 1945                     | Bolivia | 0:0 | Ecuador | Estadio Nacional, Santiago                                        |  |
|                                           |         |     |         | Asistencia: 70 000 espectadores Árbitro(s): Mário Vianna (Brasil) |  |
| Primer partido de la Copa Mariscal Sucre. |         |     |         |                                                                   |  |

| 11 de febrero de 1945 | Chile     | 1:1 (1:0) | Argentina  | Estadio Nacional, Santiago                                            |                                                                       |
|                       | Medina 3' |           | 52' Méndez | Asistencia: 70 000 espectadores Árbitro(s): Nobel Valentini (Uruguay) | Asistencia: 70 000 espectadores Árbitro(s): Nobel Valentini (Uruguay) |

| 15 de febrero de 1945 | Uruguay                | 2:0 (1:0) | Bolivia | Estadio Nacional, Santiago                                        |                                                                   |
|                       | Falero 26' · Porta 75' |           |         | Asistencia: 65 000 espectadores Árbitro(s): Mário Vianna (Brasil) | Asistencia: 65 000 espectadores Árbitro(s): Mário Vianna (Brasil) |

| 15 de febrero de 1945 | Argentina            | 3:1 (3:1) | Brasil     | Estadio Nacional, Santiago                                            |                                                                       |
|                       | Méndez 14', 20', 40' |           | 32' Ademir | Asistencia: 65 000 espectadores Árbitro(s): Nobel Valentini (Uruguay) | Asistencia: 65 000 espectadores Árbitro(s): Nobel Valentini (Uruguay) |

| 18 de febrero de 1945                      | Colombia                                    | 3:1 (1:1) | Ecuador   | Estadio Nacional, Santiago                                            |                                                                       |
|                                            | González Rubio 2' · Gámez 64' · Berdugo 70' |           | 4' Aguayo | Asistencia: 65 000 espectadores Árbitro(s): Nobel Valentini (Uruguay) | Asistencia: 65 000 espectadores Árbitro(s): Nobel Valentini (Uruguay) |
| Segundo partido de la Copa Mariscal Sucre. |                                             |           |           |                                                                       |                                                                       |

| 18 de febrero de 1945 | Chile     | 1:0 (1:0) | Uruguay | Estadio Nacional, Santiago                                                    |                                                                               |
|                       | Medina 8' |           |         | Asistencia: 65 000 espectadores Árbitro(s): José Bartolomé Macías (Argentina) | Asistencia: 65 000 espectadores Árbitro(s): José Bartolomé Macías (Argentina) |

| 21 de febrero de 1945                                                                                      | Bolivia                                  | 3:3 (0:2) | Colombia                                   | Estadio Nacional, Santiago                                        |                                                                   |
| | Fernández 57' · González 75' · Orgaz 80' |           | 3' González Rubio · 7' Berdugo · 67' Gámez | Asistencia: 22 000 espectadores Árbitro(s): Mário Vianna (Brasil) | Asistencia: 22 000 espectadores Árbitro(s): Mário Vianna (Brasil) |
| Tercer y último partido de la Copa Mariscal Sucre. Colombia se consagra campeón de la Copa Mariscal Sucre. |                                          |           |                                            |                                                                   |                                                                   |

| 21 de febrero de 1945 | Brasil                                                                   | 9:2 (5:1) | Ecuador                   | Estadio Nacional, Santiago                                                    |                                                                               |
|                       | Ademir 3', 10', 75' · Heleno 22', 28' · Zizinho 40', 65' · Jair 67', 68' |           | 42' Aguayo · 49' Albornoz | Asistencia: 22 000 espectadores Árbitro(s): José Bartolomé Macías (Argentina) | Asistencia: 22 000 espectadores Árbitro(s): José Bartolomé Macías (Argentina) |

| 25 de febrero de 1945 | Argentina   | 1:0 (0:0) | Uruguay | Estadio Nacional, Santiago                                         |                                                                    |
|                       | Martino 50' |           |         | Asistencia: 75 000 espectadores Árbitro(s): Juan Las Heras (Chile) | Asistencia: 75 000 espectadores Árbitro(s): Juan Las Heras (Chile) |

| 28 de febrero de 1945 | Brasil     | 1:0 (1:0) | Chile | Estadio Nacional, Santiago                                            |                                                                       |
|                       | Heleno 20' |           |       | Asistencia: 80 000 espectadores Árbitro(s): Nobel Valentini (Uruguay) | Asistencia: 80 000 espectadores Árbitro(s): Nobel Valentini (Uruguay) |

|                              |
| Bandera de Argentina         |
| Campeón Argentina 7.º título |

### Goleadores
6 goles
- Norberto Méndez
- Heleno

5 goles
- Ademir
- Juan Alcántara
- Atilio García

4 goles
- Rinaldo Martino
- René Pontoni
- Guillermo Clavero
- Víctor Aguayo

3 goles
- Desiderio Medina
- Roberto Porta

2 goles
- Vicente de la Mata
- Juan José Ferraro
- Loustau
- Jair
- Zizinho
- Roberto Gámez
- Luis González Rubio
- Fulgencio Berdugo
- José García

1 gol
- Mario Boyé
- Manuel Pelegrina
- Raúl Fernández
- Zenón González
- Severo Orgaz
- Jaime
- Jorginho
- Rui
- Tesourinha
- Francisco Hormazábal
- Manuel Piñeiro
- Erasmo Vera
- Arturo Mendoza
- Guillermo Albornoz
- José Luis Mendoza
- José María Jiménez
- Luis Antonio Mendoza
- Enrique Raymondi
- Nicolás Falero
- José María Ortíz
- Juan Riephoff
- Obdulio Varela

### Equipo ideal
El equipo ideal del torneo fue elegido mediante votación de periodistas del continente organizada por O Globo Sportivo.
| Portero/Portero      | Defensores/Defensas                    | Medios/Medios                                           | Atacantes/Delanteros |
| -------------------- | -------------------------------------- | ------------------------------------------------------- | --- |
| - Sergio Livingstone | - Florencio Barrera - Domingos da Guia | - Carlos Adolfo Sosa - Ángel Perucca - Jaime de Almeida | - Tesourinha - Norberto Méndez - Heleno de Freitas - Rinaldo Martino - Félix Loustau - Jair Rosa Pinto - Ademir Marques de Menezes |

### Mejor jugador del torneo
- Domingos da Guía.[4]

## Copa Mariscal Sucre
La Copa sucre se destinó a la selección bolivariana (Bolivia, Colombia y Ecuador) que obtuviera el mejor puntaje contando solo los enfrentamientos directos. Al final Colombia se llevaría el trofeo entre los tres participantes. Esta fue la única vez en que, otra copa estuvo en juego dentro del torneo y es considerada oficial a su vez.

### Posiciones
| Equipo   | Pts | PJ | PG | PE | PP | GF | GC | Dif |
| -------- | --- | -- | -- | -- | -- | -- | -- | --- |
| Colombia | 3   | 2  | 1  | 1  | 0  | 6  | 4  | +2  |
| Bolivia  | 2   | 2  | 0  | 2  | 0  | 3  | 3  | 0   |
| Ecuador  | 1   | 2  | 0  | 1  | 1  | 1  | 3  | –2  |

### Resultados
| 11 de febrero de 1945 | Bolivia | 0:0 | Ecuador | Estadio Nacional, Santiago        |  |
|                       |         |     |         | Árbitro(s): Mário Vianna (Brasil) |  |

| 18 de febrero de 1945 | Colombia                                    | 3:1 (1:1) | Ecuador   | Estadio Nacional, Santiago            |                                       |
|                       | González Rubio 2' · Gámez 64' · Berdugo 70' |           | 4' Aguayo | Árbitro(s): Nobel Valentini (Uruguay) | Árbitro(s): Nobel Valentini (Uruguay) |

| 21 de febrero de 1945 | Bolivia                                  | 3:3 (0:2) | Colombia                                   | Estadio Nacional, Santiago        |                                   |
|                       | Fernández 57' · González 75' · Orgaz 80' |           | 3' González Rubio · 7' Berdugo · 67' Gámez | Árbitro(s): Mário Vianna (Brasil) | Árbitro(s): Mário Vianna (Brasil) |

| Bandera de Colombia          |
| Campeón Colombia 1.er título |